# Fernando Tambroni-Armaroli

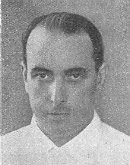
Fernando Tambroni-Armaroli.

Fernando Tambroni-Armaroli (Ascoli Piceno, 25 november 1901 - Rome, 18 februari 1963) was een Italiaans eerste minister.
Hij was advocaat en een prominente voorstander van een wettelijke en ordelijke politiek, die in 1960 voor korte tijd premier van Italië was. 

## Levensloop
Hij was een lid van de Italiaanse Grondwetgevende Assemblee, waarna hij van 1948 tot 1958 zetelde in de Kamer van Afgevaardigden. In 1953 werd hij minister van Koopvaardijmarine, welke functie hij tot in 1954 uitoefende in twee regeringen. In de regeringen onder leiding van Antonio Segni, Adone Zoli en Amintore Fanfani was vanaf 1955 minister van Binnenlandse Zaken, waarna hij in 1959 minister van Economie werd.
Na de val van het kabinet-Segni in februari 1960, verzocht president Giovanni Gronchi, de christendemocraat Tambroni om een kabinet te vormen. Het lukte Tambroni niet om een coalitie te vormen met linkse of rechtse partijen en hij vormde daarop op 25 maart 1960 een homogeen christendemocratisch kabinet waar alleen Tambroni's Democrazia Cristiana deel van uitmaakte. Onder de drang van de dreiging van de radicalisering van zowel rechts (neo-fascisten) en links (linkse socialisten en communisten) bood Tambroni op 19 juli 1960 zijn ontslag aan. Op 26 juli 1960 werd hij opgevolgd door Amintore Fanfani, die een kabinet vormde bestaande uit de Democrazia Cristiana, de republikeinen en sociaaldemocraten. 
Fernando Tambroni-Armaroli overleed in 1963 in Rome.